# Valea Satului, Criuleni
Valea Satului este un sat situat pe malul râului Nistru din cadrul comunei Dolinnoe din raionul Criuleni, Republica Moldova.